# Schloss Gatterburg (Retz)

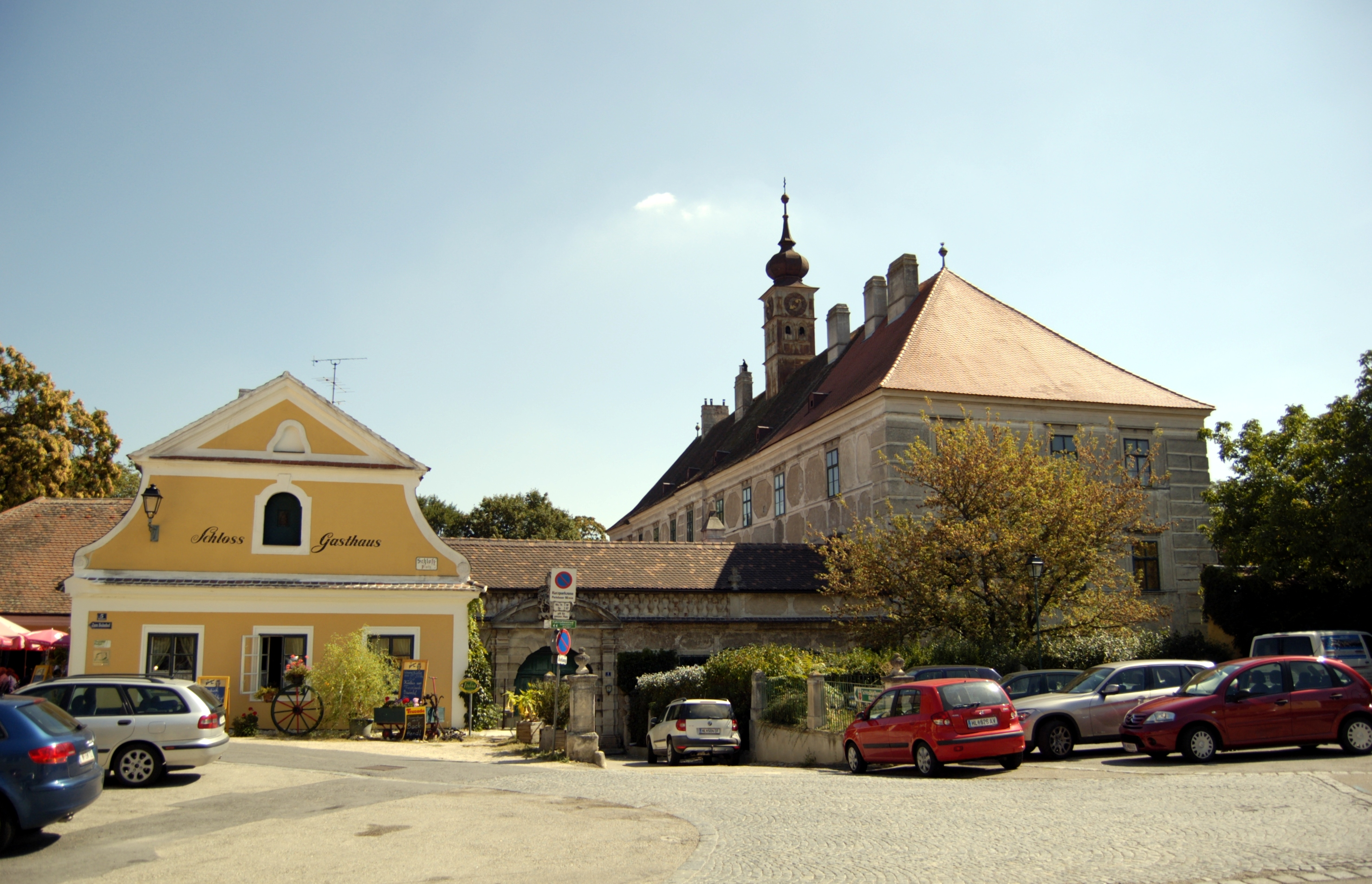
Schloss Gatterburg in der Stadt Retz

Das Schloss Gatterburg steht im Südosten des historischen Stadtkerns der Stadtgemeinde Retz im Bezirk Hollabrunn in Niederösterreich. Das Schloss steht unter Denkmalschutz.

## Geschichte
Die ursprüngliche Burg Althof in der Nordwestecke der Stadtbefestigung von Retz wurde 1425/1427 durch die Hussiten (Taboriten) zerstört. In der Südostecke der Stadtbefestigung befand sich anfangs ein Meierhof, welcher im Ende des 15. Jahrhunderts mit dem Burggraf und Stadthauptmann Nikolaus Bethlen zur gotischen Stadtburg ausgebaut wurde.
1630 erwarben die Grafen Hoyos die Herrschaft und erbauten ab 1660 das heutige Schloss. 1709 kaufte der kaiserliche Hof- und Kriegsrat Konstantin Josef von Gatterburg die Herrschaft. Er barockisierte 1712 den Bau. Neben Retz gehörten ihm auch die Herrschaften Zwölfaxing und Pellendorf. 1717 wurde die Familie in den Grafenstand als Grafen von Gatterburg, Freiherren auf Retz erhoben. Heute ist das Gut im Besitz der Familie Suttner-Gatterburg.

## Architektur
Das Gebäude ist ein Vierkanter mit einem annähernd quadratischen Innenhof. Die südliche Hauptfront hat drei Geschoße.